# Rebecca Sinclair
Rebecca Sinclair (ur. 11 września 1991 w Takapunie) – nowozelandzka snowboardzistka, specjalizująca się w halfpipie i slopestyle'u uczestniczka Zimowych Igrzysk Olimpijskich 2010, wicemistrzyni świata juniorów.
We wrześniu 2008 w Cardronie zadebiutowała w zawodach Pucharu Świata. Zajęła wówczas 17. miejsce i tym samym zdobyła punkty do klasyfikacji. Najlepsze wyniki w Pucharze Świata osiągnęła w sezonie 2011/2012, kiedy to zajęła 47. miejsce w klasyfikacji generalnej (AFU), natomiast w klasyfikacji halfpipe’u była 36.
W lutym 2010 roku wystąpiła na zimowych igrzyskach olimpijskich w Vancouver. W snowboardowej konkurencji halfpipe zajęła 21. miejsce wśród trzydziestu sklasyfikowanych zawodniczek. W sierpniu tego roku zajęła drugie miejsce w mistrzostwach świata juniorów w Cardronie. W 2011 roku wystąpiła w mistrzostwach świata seniorów w La Molinie i w swojej konkurencji zajęła czwarte miejsce.

## Osiągnięcia

### Igrzyska olimpijskie
| Miejsce | Dzień     | Rok  | Miejscowość | Konkurencja | Zwycięzca    |
| ------- | --------- | ---- | ----------- | ----------- | ------------ |
| 21.     | 18 lutego | 2010 | Vancouver   | Halfpipe    | Torah Bright |

### Mistrzostwa Świata
| Miejsce | Dzień       | Rok  | Miejscowość | Konkurencja | Zwycięzca      |
| ------- | ----------- | ---- | ----------- | ----------- | -------------- |
| 28.     | 23 stycznia | 2009 | Kangwŏn     | Halfpipe    | Liu Jiayu      |
| 4.      | 20 stycznia | 2011 | La Molina   | Halfpipe    | Holly Crawford |
| 22.     | 22 stycznia | 2011 | La Molina   | Slopestyle  | Enni Rukajärvi |

### Puchar Świata

#### Miejsca w klasyfikacji generalnej
- 2008/2009 - 85.
- 2009/2010 - 107.
  - AFU[2]
- 2011/2012 - 47.
- 2012/2013 - 72.
- 2013/2014 -

#### Miejsca na podium w zawodach
1. Ruka – 13 grudnia 2013 (Halfpipe) - 2. miejsce